# HERE
Pour les articles homonymes, voir HERE WeGo et Here.
HERE Global B.V. ou HERE est un éditeur de logiciels de planification d'itinéraires et de cartographie en ligne. La compagnie publie notamment le service HERE WeGo.

## Histoire
Créé en 1985, la société et marque Navteq est racheté en 2007 par la société Nokia et disparaît au profit de la marque HERE en 2015.
En août 2015, Nokia vend Navteq et sa marque de cartographie HERE à un consortium de constructeurs automobiles allemands incluant Daimler, BMW, Audi pour 2,8 milliards d'euros.
En mai 2016, HERE annonce l'extension d'un partenariat avec Toyota Motors Europe sur les données cartographiques HERE qui seront utilisées dans les véhicules Toyota.
En décembre 2016, deux fonds chinois et un fonds singapourien prennent une participation de 10 % dans HERE.
En janvier 2017, Intel prend une participation de 15 % dans HERE.
En décembre 2019, Mitsubishi et NTT annoncent prendre une participation de 30 % dans HERE.
En 2023, HERE Technologies devient la principale plate-forme de localisation, surpassant TomTom, Google, Mapbox, surnommée la "Suisse de la plateforme de localisation" en raison de son offre ouverte, neutre et centrée sur la vie privée, et présente UniMap, au Consumer Electronics Show 2023.
En 2023, HERE annonce l'utilisation de son système dans la fonction de conduite autonome de niveau 3 du “BMW Personal Pilot” déployée en Allemagne dans les BMW Série 7. Ce système doit permettre à la voiture de savoir si elle se trouve dans le domaine d'utilisation (par conception) (ODD).